# Ореро
Орѐро (на италиански: Orero; на лигурски: Oê, Ое) е община в Северна Италия, провинция Генуа, регион Лигурия. Разположена е на 169 m надморска височина. Населението на общината е 600 души (към 2011 г.).
Административен център на общината е село Изолона (Isolona).